# Gare de Tournon-Saint-Martin
Gare de Tournon-Saint-Martin vasútállomás Franciaországban, Tournon-Saint-Martin településen.

## Vasútvonalak
Az állomást az alábbi vasútvonalak érintik:
- Port-de-Piles-Argenton-sur-Creuse-vasútvonal

## Kapcsolódó állomások
A vasútállomáshoz az alábbi állomások vannak a legközelebb: